# VX ConnectBot
VX ConnectBot – bezpłatny klient usług SSH i Telnet, działający pod systemem operacyjnym Android. Następca ConnectBot (bazuje na v. 1.7.1. ConnectBot).
Pozwala uzyskać dostęp do plików, konsoli, zasobów serwera oraz tworzyć bezpieczne tunele.
Autoryzuje przy pomocy hasła albo pary kluczy (prywatny i publiczny).